# Estância (ort)
Estância är en ort i Brasilien.   Den ligger i kommunen Estância och delstaten Sergipe, i den östra delen av landet, 1 200 km öster om huvudstaden Brasília. Estância ligger 54 meter över havet och antalet invånare är 55 654.
Terrängen runt Estância är platt. Estância är det största samhället i trakten.
Trakten runt Estância består huvudsakligen av våtmarker. Runt Estância är det ganska tätbefolkat, med 93 invånare per kvadratkilometer.